# Voiture du Premier ministre
La voiture du Premier Ministre fait référence à un certain nombre de véhicules de fabrication britannique utilisés par le Premier ministre du Royaume-Uni.
Les véhicules actuellement utilisés sont des modèles Jaguar XJ Sentinel à empattement long et équipés du V8 5,0 litres suralimentés, blindés et fabriqués sur-mesure,.
Les limousines ministérielles sont exploitées et administrées par le Government Car Service, une agence exécutive du ministère des Transports, et sont entreposées et entretenues au 10 Downing Street.
Les voitures sont conduites par des agents de la branche de la police métropolitaine et de la protection spécialisée, formés aux techniques de protection de convoi, d'anti-détournement et de conduite évasive.
Ils sont escortés par 3 à 4 Land Rovers non marqués et au moins 9 à 10 officiers RaSP, avec la possibilité d'utiliser des motomarines du groupe d'escorte spécial de la police métropolitaine pour aider au déplacement rapide et à la protection du cortège,.
Le modèle actuel a été vu pour la première fois le 13 mai 2010, lorsque le nouveau Premier Ministre David Cameron est arrivé au 10 Downing Street.
Le 12 août 2011, l'un des véhicules de la flotte a été endommagé lorsque son conducteur a percuté un trottoir trop haut à Salford .

## Spécifications générales
De nombreux détails sont classés, mais les modèles Jaguar actuels devraient coûter jusqu'à 300 000 £. Ils comportent un certain nombre de fonctions de sécurité, dont 13 mm plaque d'acier résistant aux explosions sous le corps, cabines doublées de titane et Kevlar, fenêtres blindées avec verre trempé en polycarbonate résistant aux balles et pneus à plat.
Les voitures sont également équipées d'une alimentation en oxygène indépendante et autonome, pour protéger le Premier ministre et les autres passagers contre les attaques chimiques ou biologiques. Le véhicule peut également libérer des gaz lacrymogènes et d'autres dispersants de foule.
La voiture comprend des systèmes de communication et de conférence à la pointe de la technologie, des téléviseurs haute définition, une vision nocturne, ainsi que des sièges de massage arrière réglables, chauffants et refroidis, et un système de son surround Bowers & Wilkins de 1200 watts, à vingt haut-parleurs Dolby 7.1[réf. nécessaire].
Le véhicule était auparavant classé au niveau B7, mais dans le cadre du nouveau système, il est classé VPAM9 et il est censé être capable de résister à l'explosion de 15   kg équivalent TNT, et une attaque soutenue par une variété d'autres armes perforantes,,.
La voiture a un moteur à essence suralimenté de 5,0 litres produisant 503 ch , plus lent que l'original en raison du poids sensiblement plus élevé du véhicule.  